# Chalonnes-sur-Loire
Chalonnes-sur-Loire é uma comuna francesa na região administrativa da Pays de la Loire, no departamento de Maine-et-Loire. Estende-se por uma área de 38,56 km². Em 2010 a comuna tinha 6 700 habitantes (densidade: 173,8 hab./km²).